# Opus caementicium
Opus caementicium je naziv za građevinsku tehniku i materijal usavršen i vrlo široko korišten u arhitekturi Rimskoga Carstva. 
Riječ je o zidnom vezivu, često zvanom i rimski beton, koje se sastojalo od mješavine gašenog vapna, sitnog šljunka i pucolana - pjeskovitog vulkanskog pepela s padina Vezuva, koji je toj mješavini, kojoj se dodavala i voda, nakon sušenja davao i do osam puta veću čvrstoću od do tada korištenog morta (smjesa gašenog vapna, običnog pijeska i vode).

## Grčka
Cementnu smjesu prvi su otkrili Grci, u 5. st. pr. Kr. 
Umjesto pucolana, koristili su, čini se, santorinsku zemlju, lokalno dostupnu vrstu vulkanskoga pijeska u koje spada i pucolan. 
Primjena tog materijala i tehnike gradnje polako se proširila s Rodosa na kopneni dio Grčke i na grčke kolonije u južnoj Italiji, odakle su je preuzeli Rimljani, iskoristivši blagodati bogatih ležišta pucolana u okolici Vezuva, dvjestotinjak kilometara južno od Rima.

## Rim
U poglavlju „O naročitoj vrsti pijeska“ Vitruvije detaljno opisuje Opus caementicium, nabrajajući i ležišta vulkanskog pijeska neophodnoga za njegovo spravljanje. Taj pijesak „pomiješan s vapnom i zidnim kamenom ne daje samo čvrstoću drugim gradnjama, već otvrdnu i nasipi pod vodom kad se njime grade u moru.“ 
Doista, pucolan je vrlo bogat silicijem i aluminijem, pa je opus caementicium u kojem je bio korišten imao osobita svojstva lakoće, čvrstoće i vodonepropusnosti, idealna za uporabu u građevini. 
Čak se i Vitruvijev navod o korištenju tog materijala za gradnje u moru pokazao točnim. 
Dva lukobrana Cezareje Maritime duga 500 i 275 metara bila su podignuta zahvaljujući dopremanju 24000 m3 pucolana, za što je bilo potrebno najmanje 44 broda nosivosti po 400 tona.
Ipak, klasični opus caementicium bio je korišten relativno rijetko. 
Problem leži u činjenici što su ležišta poculana i sličnih vulkanskih pijesaka malobrojna, pa je upotreba rimskoga cementa idealnoga sastava bila geografski prilično ograničena. U krajevima gdje je njegova upotreba zbog cijene transporta bila neisplativa, opus caementicium je rađen mješavinom u kojoj je uz vapno, pijesak i šljunak umjesto vulkanskoga pijeska dodavan prah sitno smljevene opeke.
Tamo gdje je mogao biti korišten, opus caementicium se u žitkom stanju nalijevao u „šalunge“, drvene kalupe koji su se, kako je zid rastao, pomicali i podizali u visinu, te su mjestimice – kao na odlično očuvanoj cisterni na otoku Murteru (vidjeti sliku) -  još uvijek vidljivi otisci dasaka tih kalupa. 
Opus caementicium lijevan u drvene kalupe nije se koristio samo za podizanje zidova, već i lukova, svodova i kupola. 
Ovisno o svrsi i okolnostima gradnje, u smjesu je bio dodavan gips, manje kamenje (radi pojeftinjenja gradnje) i slično.
Kasnije su se tako podignute strukture često oblagale opekom, kamenom ili štukom, što je to još i danas često praksa kod suvremenoga betona. Ponekad je, kao u Pompejima, opus caementicium korišten i za betoniranje putova.
Opus caementicium zaslužan je i za najveće postignuće rimske arhitekture: kupolu Panteona koja je i danas, nakon 1900 godina, najveća nearmiranobetonska kupola na svijetu. 
U njezinoj bazi uz caementicium je korišten teški bazalt, u središnjem dijelu kamen srednje gustoće, dok je na vrhu korišrten plovućac, kamen toliko lagan da pliva na vodi.
Nešto kasnije ista tehnika uspješno je primijenjena u presvođivanju monumentalnih interijera Karakalinih i Dioklecijanovih termi, koje su djelomično očuvane i danas.

## Opus caementicium na tlu Hrvatske
Osim na nekim čistim primjerima, kao što je onaj s otoka Murtera, Rimljani su na tlu Hrvatske opus caementicium koristili polažući u tijeku nalijevanja mase u kalup uz daske malo kamenje koje je po skidanju kalupa izgledalo kao svojevrsna oplata, ili su ga naprosto koristili kao vezivo prigodom podizanja zidova u drugim tehnikama gradnje.
U tehnici opus incertum beton se više nije lijevao u drveni kalup, već između dvaju redova priklesanog poligonalnog kamenja koje čini unutrašnje i vanjsko lice zida. Uz cement ubacivalo se i kamenje koje je znatno pojeftinjavalo ovaj način gradnje.
U tehnici opus reticulatum beton se nalijevao između vanjskog i unutarnjeg lica zida kojeg su činili manji kamenovi priklesani u formi piramide, kojoj je osnovica imala oblik kvadrata. Ta se baza postavljala s vanjske strane zida i to tako da joj je dijagonala tekla po vertikali, čime je nastala mreža romboidnih fuga koje su stvarale zanimljivu, i u nas rijetko viđanu strukturu zidnoga lica.
Na sličan način, nalijevanjem između vanjskog i unutarnjeg lica zida, beton se primjenjivao i u tehnici opus quadratum, zidanju dobro klesanim, ali ne do kraja pravilnim kvadrima.
U tehnici opus mixtum, često korištenoj u gradnji Dioklecijanove palače, betonom su povezivani vodoravni izmjenični redovi opeka i kvadratičnog kamenja.
U tehnici opus spicatum, rimski beton je korišten za povezivanje opeka postavljenih „na nož“, u formi riblje kosti, tj. klasa, od kojeg i dolazi naziv spicatum.
Na koncu valja napomenuti da su u nas korištene inačice rimskog betona zapravo lokalne, kvalitativno u pravilu slabije varijante izvornoga recepta, koji zapravo nije sasvim poznat, i koji je, izgleda, imao mnoštvo izvedenica koje su ovisile o nizu specifičnih uvjeta svake pojedine gradnje.

## Srednji vijek
U srednjem vijeku opus caementicium nestaje, te ga nalazimo samo sporadično u građevinama 12. st. na tlu južne Francuske.
Odmah po padu Rimskog Carstva pada u zaborav te ga nasljeđuje klasična gradnja od kamena opeke i morta, koja prevladava sve do 20. st.
Ostaci rimskih građevina u kojima je bio primijenjen, svjedoče o nevjerojatnoj trajnosti ovog materijala, koji je svoju čvrstoću u cijelosti sačuvao čak i onda kada je korišten za gradnje pod morem.